# Eurytomocharis sayadriensis
Eurytomocharis sayadriensis är en stekelart som beskrevs av Durgadas Mukerjee 1981. Eurytomocharis sayadriensis ingår i släktet Eurytomocharis och familjen kragglanssteklar. Inga underarter finns listade i Catalogue of Life.